# صخره همیشه‌سبز
صخره همیشه سبز فیلمی به کارگردانی  و نویسندگی عباس ناصری دهخوارقانی ساختهٔ سال ۱۳۶۷ است.

## خلاصه داستان
احمد مأمور مي شود تا توطئه مسموم كردن آب آشاميدني مناطق جنگي را در كردستان كشف و مسببان آن را دستگير كند. فردي به نام امير، از مردم منطقه، او را مساعدت مي كند. احمد كه به بردار امير مشكوك است در مي يابد كه فرد مورد نظر كسي جز امير نيست. با هشياري او امير و اشخاصي كه به او كمك مي كنند كشته يا دستگير مي شوند.

## بازیگران
- رضا آقاربی
- حسین خانی بیک
- محمدتقی شریفی نوری
- محمدعلی عبدالهی نگار
- حمید ناصری
- محسن زهتاب
- علی شاکری
- صفر اجلی
- یوسف رضا رئیسی
- تقی جوادی
- میرطاهری
- خدیجه علیپور
- فاطمه گرمابدری
- رحیم عرب امینی
- محمدعلی عسگرآبادی
- جمشید علیخانی
- بخشقلی محمدی
- داوود آذرنوش
- سالار فلاحیان
- عباس ناصری دهخوارقانی
- سمانه علیپور
- عباس ابنیکی
- حسن گرمابدری
- مصطفی مجیدی
- محمود پوراحمد
- مرتضی گرمابدری
- حسن مولایی
- مرتضی مطیعی
- محمد شقاق پور